# Ctenichneumon phragmitecolator
Ctenichneumon phragmitecolator är en stekelart som beskrevs av Bauer 2001. Ctenichneumon phragmitecolator ingår i släktet Ctenichneumon och familjen brokparasitsteklar. Inga underarter finns listade i Catalogue of Life.